# كيفن نا
كيفن نا (بالإنجليزية: Kevin Na)‏ هو لاعب غولف أمريكي، ولد في 15 سبتمبر 1983 في سول في كوريا الجنوبية.

## وصلات خارجية
- كيفن نا على موقع رابطة لاعبي الغولف المحترفين (الإنجليزية)
- كيفن نا على موقع التصنيف العالمي الرسمي للغولف (الإنجليزية)